# El Factor
El Factor è un comune della Repubblica Dominicana di 25.948 abitanti, situato nella Provincia di María Trinidad Sánchez. Comprende, oltre al capoluogo, un distretto municipale: El Pozo.